# Baby's in Black
A Baby's in Black a The Beatles együttes 1964-es dala a Beatles for Sale albumról. A dal szerzője a Lennon–McCartney páros.
A dalt egyesek szerint maga John Lennon írta egyedül, míg mások szerint Paul McCartney-val való együttműködés eredménye. Mindenesetre egy szállodai szobában született a mű. Nem ismert ki is volt a dal megihletője, de egyes feltételezések szerint a német fotós, Astrid Kirchherr volt, aki a dal szövegéből ítélve szerelmét, Stuart Sutcliffe-et gyászolja (és a fekete volt kedvenc színe).
A dalt 1964. augusztus 11-én vették fel, elsőként az album dalai közül. Tizennégy alkalommal került rögzítésre, melyek során többször is George Harrison gitárbejátszásaival volt a baj (disszonánsan szögletes, jellegtelen volt).
A dalt 1964 és 1966 között az együttes 124 alkalommal játszotta el élőben. (az 1965. augusztus 29-ei Hollywood Bowl-ban tartott koncert felvétele felkerült az 1995-ös Real Love kislemez B-oldalára).  

## Közreműködött
Ian MacDonald szerint:
- John Lennon – ének, akusztikus gitár
- Paul McCartney – ének, basszusgitár
- George Harrison – szólógitár
- Ringo Starr – dob